# Pierre Mathiote
 (juillet 2024).
Si vous disposez d'ouvrages ou d'articles de référence ou si vous connaissez des sites web de qualité traitant du thème abordé ici, merci de compléter l'article en donnant les références utiles à sa vérifiabilité et en les liant à la section « Notes et références ».
 (août 2021).
La mise en forme du texte ne suit pas les recommandations de Wikipédia : il faut le « wikifier ».
Les points d'amélioration suivants sont les cas les plus fréquents. Le détail des points à revoir est peut-être précisé sur la page de discussion.
- Les titres sont pré-formatés par le logiciel. Ils ne sont ni en capitales, ni en gras.
- Le texte ne doit pas être écrit en capitales (les noms de famille non plus), ni en gras, ni en italique, ni en « petit »…
- Le gras n'est utilisé que pour surligner le titre de l'article dans l'introduction, une seule fois.
- L'italique est rarement utilisé : mots en langue étrangère, titres d'œuvres, noms de bateaux, etc.
- Les citations ne sont pas en italique mais en corps de texte normal. Elles sont entourées par des guillemets français : « et ».
- Les listes à puces sont à éviter, des paragraphes rédigés étant largement préférés. Les tableaux sont à réserver à la présentation de données structurées (résultats, etc.).
- Les appels de note de bas de page (petits chiffres en exposant, introduits par l'outil «  Source ») sont à placer entre la fin de phrase et le point final[comme ça].
- Les liens internes (vers d'autres articles de Wikipédia) sont à choisir avec parcimonie. Créez des liens vers des articles approfondissant le sujet. Les termes génériques sans rapport avec le sujet sont à éviter, ainsi que les répétitions de liens vers un même terme.
- Les liens externes sont à placer uniquement dans une section « Liens externes », à la fin de l'article. Ces liens sont à choisir avec parcimonie suivant les règles définies. Si un lien sert de source à l'article, son insertion dans le texte est à faire par les notes de bas de page.
- La présentation des références doit suivre les conventions bibliographiques. Il est recommandé d'utiliser les modèles {{Ouvrage}}, {{Chapitre}}, {{Article}}, {{Lien web}} et/ou {{Bibliographie}}. Le mode d'édition visuel peut mettre en forme automatiquement les références.
- Insérer une infobox (cadre d'informations à droite) n'est pas obligatoire pour parachever la mise en page.

Pour une aide détaillée, merci de consulter Aide:Wikification.
Si vous pensez que ces points ont été résolus, vous pouvez retirer ce bandeau et améliorer la mise en forme d'un autre article.
Pour le politologue, voir Pierre Mathiot.
Pierre Mathiote est un écrivain et réalisateur français né le 8 mai 1955. Il est romancier, scénariste, réalisateur, script doctor et auteur dramatique.

## Biographie
Ancien gymnaste et navigateur, Pierre Mathiote a commencé sa carrière d'auteur en écrivant des nouvelles. Il a remporté le concours mondial[Quoi ?] en 1991. Il a écrit plusieurs dramatiques pour Radio France, a publié des romans et ses pièces de théâtre ont été jouées sur des scènes françaises. Il est également scénariste, producteur et réalisateur pour le cinéma et la télévision. En mars 2000, il a fondé la société de production Cinérgie Productions.

### Romans
- L'enfant de cœur, E.P.V., 1991.
- Lettres à un jeune navigateur, P.M.E., 1992 (Prix des Écrivains Bretons 1994. Invité d'honneur de la Ville de Pornic à l'occasion du Festival de la Lettre Océane, mai 1998. Exposition d’extraits des textes à la Médiathèque de Cholet, été 2003…).
- Le Concours, ouvrage sur la gymnastique, format 270 X 270, réalisé en collaboration avec le photographe Bernard Charmentray, Interface Productions, décembre 1998.
- Impasse de l'océan, thriller psychologique, Interface Productions, octobre 2001.
- Les sentinelles éternelles, roman policier pour adolescents écrit dans le cadre de l'atelier d'écriture du collège Pont-Rousseau de Rezé (44). Sortie du livre mai 2001, en partenariat avec HANDICAP INTERNATIONAL / DRAC des Pays de la Loire / Ville de Rezé / Ville de Saint-Nazaire.  - Finaliste du Concours « Thriller/Polar » 2004 de la SACD avec le projet de long métrage « LES SENTINELLES ÉTERNELLES » : co-auteur Alain-Michel BLANC (11 projets sélectionnés sur 245 projets).
- Lettres à un jeune navigateur, Interface Productions, 2004. Nouvelle édition augmentée. Prix Albatros 2004.
- À quoi pensent les marathoniens ? (« beau livre »en collaboration avec le photographe Jean-Marc Mouchet). Une co-édition Géréso-Interface productions. Prix Lacoste 2006. Gallimard Montréal.
- La mort affiche complet, roman policier. 2016.
- Le Documentaire retrouvé, essai. Éditeur : Le Blog documentaire. 2017

### Récits radiophoniques et textes radiodramatiques
- L'ascenseur, 1991, dit par Claude Villers (Radio-France).
- Les papillons, 1991, dit par Claude Villers (Radio-France).
- Sur la mer comme au ciel, 1991, dit par Claude Villers (Radio-France).
- Body bag, 1995 (Radio-France Internationale).
- Les égarés, septembre 1995.

### Recueil de nouvelles
- Body Bag. Éditions Sépia, 1994. Lauréat du 16e concours mondial de la nouvelle.

### Conte musical
- Au-dessus des nuages, il fait toujours beau, livret d'un conte musical pour chœur de 150 à 300 enfants dans le cadre de l'appel d'offre 2000 enfants pour l'an 2000. Compositeur Marc STECKAR, mai 2000 (Partenaires : DRAC, ADDM, Conservatoire National de Région, Éducation Nationale...) Production et diffusion du CD : INTERFACE PRODUCTIONS.

### Pièces de théâtre
- Le Tour des mots en solitaire : extrapôlation ; Body bag. Paris : "L'avant-scène", 1995, 63 p. N° de : "L'avant-scène. Théâtre"  (ISSN 0045-1169), no 966
- Cloaca Maxima. Martel : les Éd. du Laquet, 1999, 92 p. (Théâtre en poche). Publié avec le concours du Centre National du Livre.  (ISBN 2-84523-002-8)

## Filmographie
(août 2021).

### Réalisateur
- Le Def
- Dépan'âge
- Svetlana Boguiskaïa
- 2002 : Célestin, moine de Tibhirine
- 2003 : L'amour à l'ombre
- Le Père Yvon
- 2004 : Histoire de vie, histoires de Wismes
- Histoires de Nantes
- 2007 : Un Médecin légiste au secours des victimes
- 2008 : La Jégado
- Uros Girondin
- 2009 : Les Bagnards du canal de Nantes à Brest
- 2009 : La Maison au bord de l’eau
- 2009 : L’École des sables
- Brisons la glace
- 2013 : 42,195 km ou la folie marathon
- 2017 : XIII filles en Ovalie[2]
- 2018 : Le Complexe de l’albatros
- 2019 : Marie Bartete, Matricule 107[3]
- 2021 : Gaston Revel, un instituteur en Algérie[4]

### Producteur
- Destins de Terreneuvas
- La Settimana Santa
- Les Missions de la mer
- Derniers frères missionnaires à Madagascar
- Robin des mers
- Engagée volontaire
- 2007 : La base sous-marine de Saint-Nazaire
- 2007 : Histoires de cœur
- 2007 : Simenon et la côte Atlantique
- 2008 : À chacun son cap
- Bor bor pain
- 2009 : Une femme bleue
- 2009 : Mirage d’un village russe
- 2010 : Pour une poignée de centimes
- 2011 : Si on chantait !
- 2011 : Harcèlement public
- 2011 : Dans la cour des grands
- 2012 : Les Chiens du macadam
- 2012 : Cadou, poète solaire
- 2013 : 42,195 km
- 2014 : Le Curé de Soweto
- 2014 : Un Autre présent
- 2014 : Les Franciscains du Bronx
- 2015 : À Vendre
- 2015 : L’Arbre
- 2015 : La Vélodyssée
- 2015 : L’Animal et le prisonnier
- 2017 : Les Étoiles de papier
- 2017 : XIII Filles en Ovalie
- 2018 : Le Complexe de l'Albatros
- 2019 : Marie Bartete, matricule 107
- 2021 : Gaston Revel, un instituteur en Algérie
- 2024 : Le Chant du fleuve